# Claraeola gigas
Claraeola gigas är en tvåvingeart som först beskrevs av Kertesz 1912.  Claraeola gigas ingår i släktet Claraeola och familjen ögonflugor.
Artens utbredningsområde är Taiwan. Inga underarter finns listade i Catalogue of Life.